# Technischer Assistent für Metallografie und Werkstoffkunde
Technische(r) Assistent(in) für Metallographie und Werkstoffkunde ist ein Ausbildungsberuf in Deutschland.

## Berufsbeschreibung
Technische Assistenten für Metallographie und Werkstoffkunde untersuchen Metalle und andere Werkstoffe und ermitteln deren Eigenschaften.
Sie sind in produzierenden Betrieben der Metallindustrie, in Stahl- und Hüttenwerken oder in Gießereien tätig. Ebenso können sie im Metall- und Maschinenbau, in der Herstellung elektronischer Bauteile, Elektromaschinen oder technischer Glaserzeugnisse arbeiten. Ein Einsatz in Forschungsinstituten, in der physikalischen Untersuchung und Beratung, im Fahrzeugbau oder in der Kunststoffverarbeitung ist ebenso denkbar.

## Ausbildung
Beim Ausbildungsgang handelt es sich um eine landesrechtlich geregelte schulische Ausbildung an Berufsfachschulen bzw. Berufskollegs. Ausbildungsorte sind Berlin und Solingen. Die Ausbildung dauert 2 Jahre, wenn der Erwerb der Fachhochschulreife Bestandteil des Bildungsganges ist, 3 Jahre.

## Aufnahmevoraussetzungen
Vorausgesetzt wird für dreijährige Bildungsgänge ein Zeugnis der Fachoberschulreife. Für zweijährige Bildungsgänge müssen Bewerber/-innen über die allgemeine Hochschulreife oder die Fachhochschulreife verfügen.

## Vergütung
Da es sich um eine schulische Berufsausbildung handelt wird keine Ausbildungsvergütung gezahlt.